# Nonatbatan
Nonatbatan is een bestuurslaag in het regentschap Timor Tengah Utara van de provincie Oost-Nusa Tenggara, Indonesië. Nonatbatan telt 1208 inwoners (volkstelling 2010).